# Episinus similanus
Episinus similanus är en spindelart som beskrevs av Arthur Urquhart 1893. Episinus similanus ingår i släktet Episinus och familjen klotspindlar. Inga underarter finns listade i Catalogue of Life.